# Gare de Montfavet
La gare de Montfavet est une gare ferroviaire française de la ligne d'Avignon à Miramas, située à Montfavet, sur la commune d'Avignon, dans le département du Vaucluse, en région Provence-Alpes-Côte d'Azur.
Elle est mise en service en 1868, par la Compagnie des chemins de fer de Paris à Lyon et à la Méditerranée (PLM).
C'est une gare de la Société nationale des chemins de fer français (SNCF), desservie par des trains régionaux du réseau TER Provence-Alpes-Côte d'Azur.

## Situation ferroviaire
Établie à 33 mètres d'altitude, la gare de Montfavet est située au point kilométrique (PK) 5,734 de la ligne d'Avignon à Miramas, entre les gares d'Avignon-Centre et de Morières-lès-Avignon.

## Histoire
La « gare de Montfavet » est mise en service le 29 décembre 1868 par la Compagnie des chemins de fer de Paris à Lyon et à la Méditerranée, lorsqu'elle ouvre à l'exploitation « l'embranchement d'Avignon à Cavaillon ». Elle est ouverte aux services des grande et petite vitesses ; des billets d'aller et retour à prix réduit, pour Avignon, sont proposés tous les jours aux voyageurs.

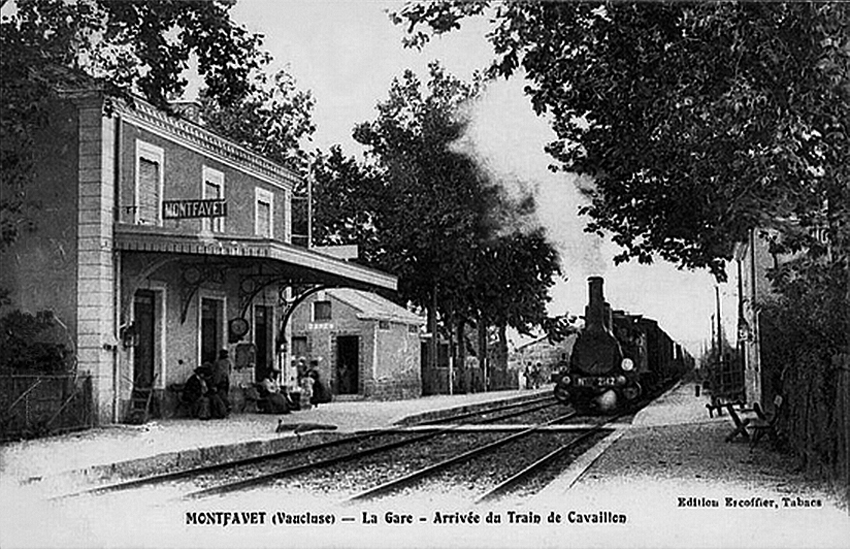
La gare, vers 1900.

En 1900, les installations de la gare sont modifiées pour le passage de la deuxième voie de la ligne. Les installations de la petite vitesse sont améliorées en 1901
La « gare de Montfavet » figure dans la nomenclature 1911 des gares, stations et haltes de la Compagnie des chemins de fer de Paris à Lyon et à la Méditerranée. Elle porte le no 7 de la ligne d'Avignon à Miramas, par Salon. C'est une gare, pouvant expédier mais pas recevoir des dépêches privées, qui dispose des services complets de la grande vitesse (GV) et de la petite vitesse (PV), « à l'exclusion des chevaux chargés dans des wagons-écuries s'ouvrant en bout et des voitures à 4 roues à deux fonds et à deux banquettes dans l'intérieur, omnibus, diligences, etc. ».
Selon les estimations de la SNCF, la fréquentation annuelle de cette gare s'élève à 12 988 voyageurs en 2014, 14 479 en 2015 et 14 865 en 2016.

## Service des voyageurs

### Accueil
Halte SNCF, elle dispose d'un bâtiment voyageurs, fermé au public. Elle dispose d'un automate pour l'achat de titres de transport, ainsi que d'un abri sur le quai 2.
Un passage planchéié permet de traverser les voies et de passer d'un quai à l'autre.

### Desserte
Montfavet est une gare du réseau TER Provence-Alpes-Côte d'Azur (TER PACA), desservie par des trains de la relation d'Avignon-Centre à Miramas ou Marseille-Saint-Charles ; certains trains sont en provenance ou à destination d'Avignon TGV.

### Intermodalité
Un parking est disponible près de l'entrée de la gare.
Par ailleurs, la ligne 4 du réseau de bus TCRA dispose d'un arrêt à proximité.

## Galerie de photographies

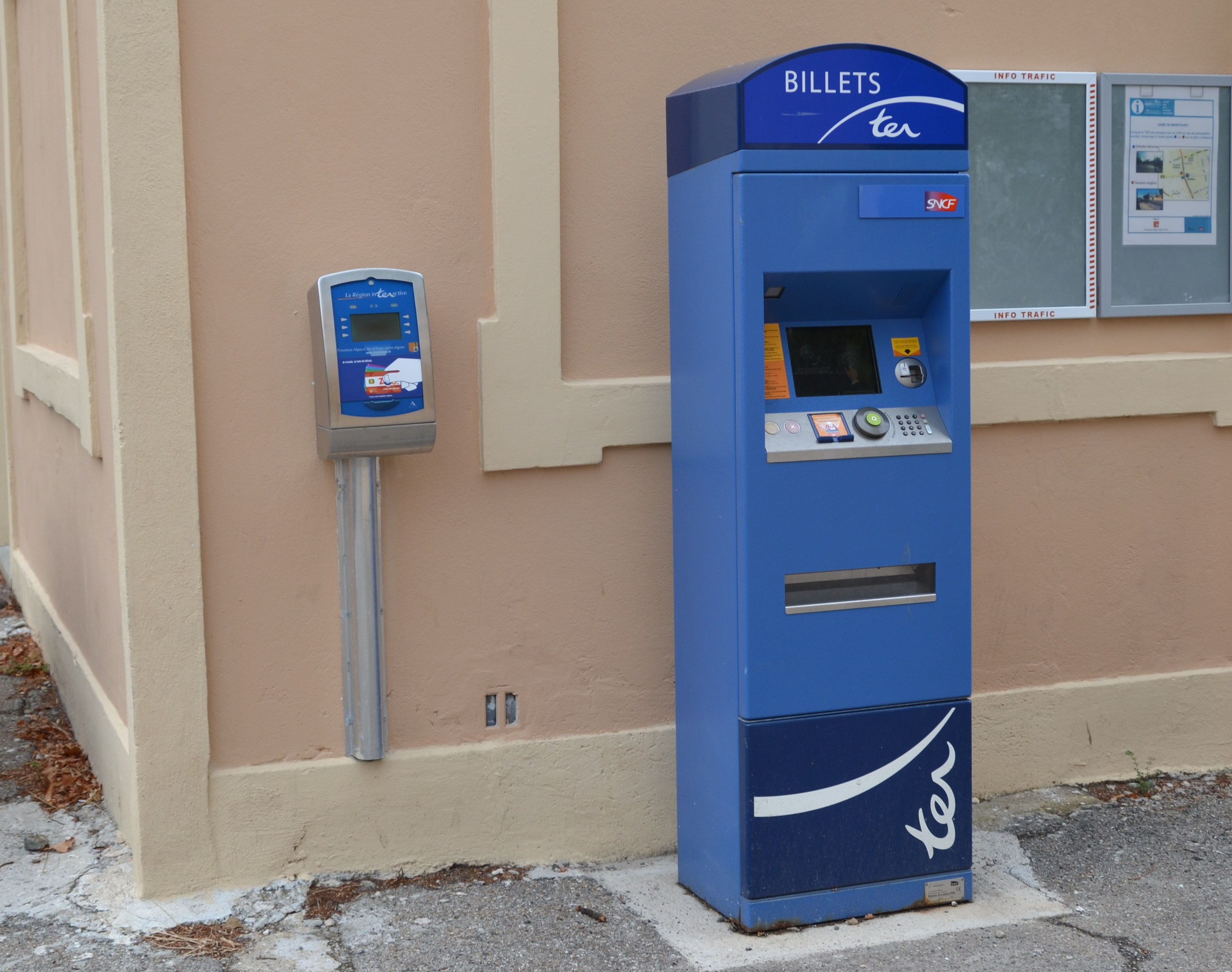
Automate et composteur.
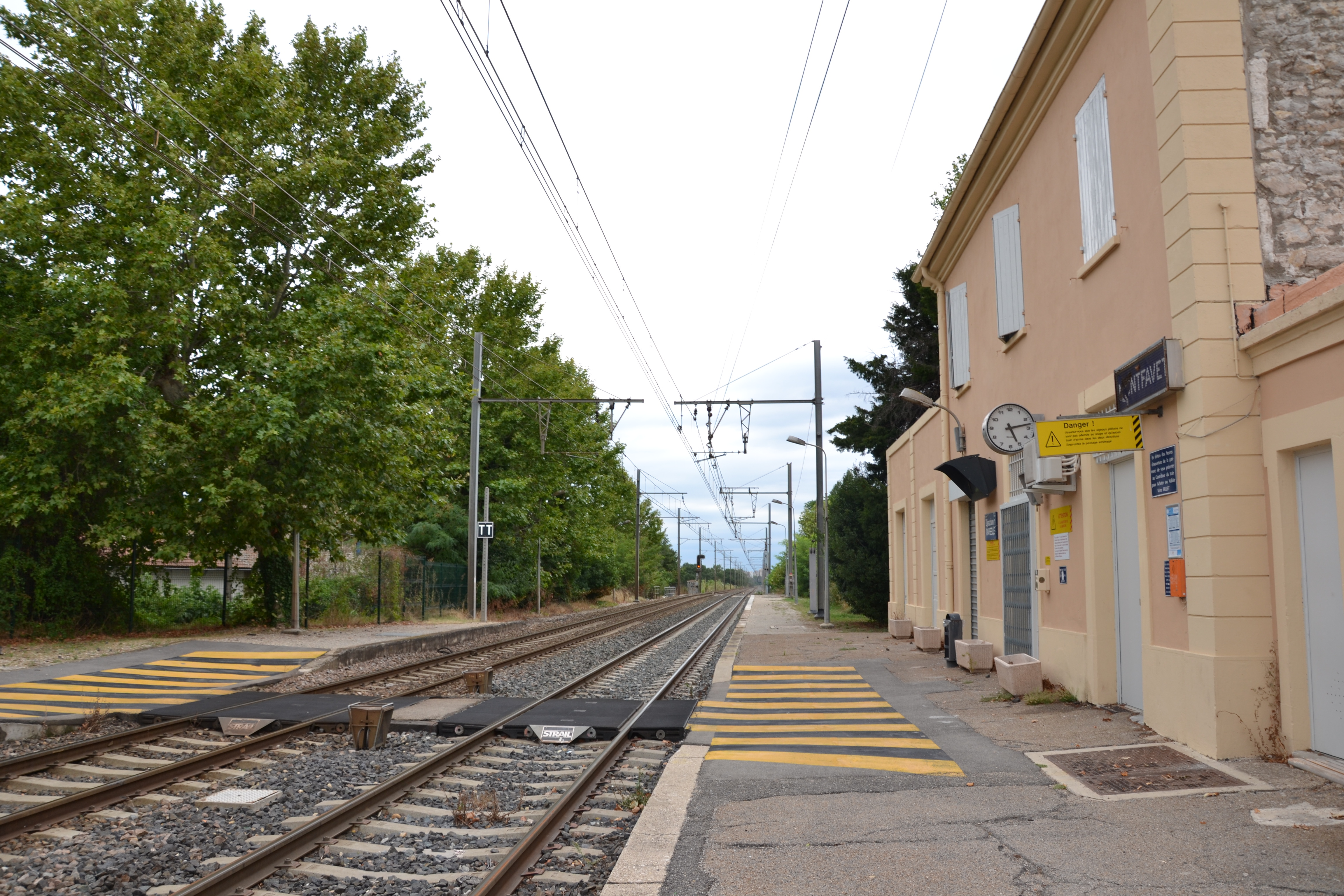
Voies et quais.
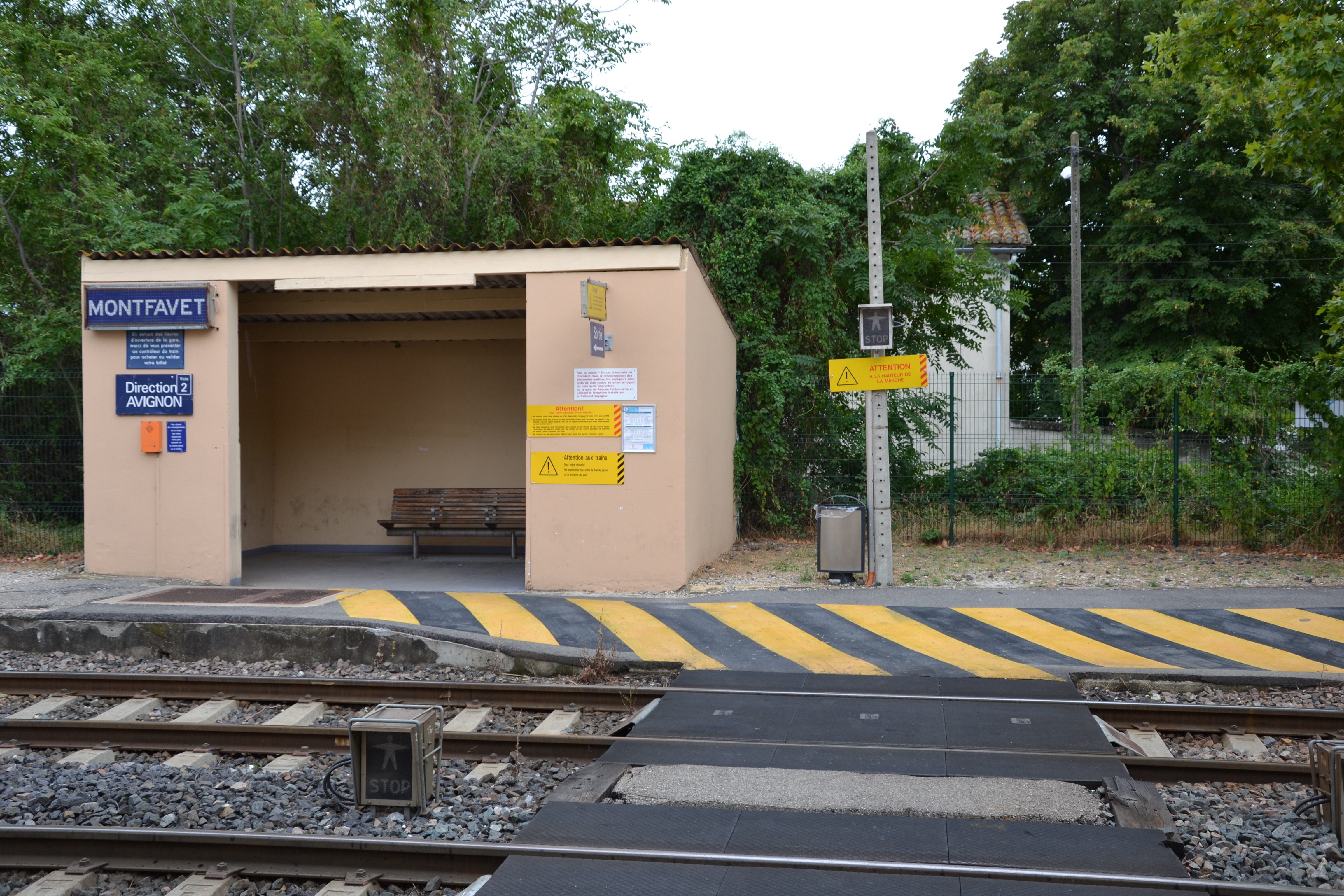
Abri et passage planchéié.